# Travessia São Sebastião–Ilhabela
A Travessia São Sebastião-Ilhabela é um sistema de embarcações do tipo balsa que faz o transporte de pessoas e veículos entre o município continental de São Sebastião e o município insular de Ilhabela, no litoral norte de São Paulo. O trajeto é feita em embarcações com capacidade para aproximadamente 70 veículos de passeio e operado pela Dersa. A distância é a mais longa das travessias litorâneas do estado, de 2,4 quilômetros e dura em média de 14 a 18 minutos para ser percorrida.
A travessia por balsa é a única ligação entre o município de Ilhabela e o continente e por isso é operada 24 horas por dia e durante o ano todo. O acesso à balsa se dá pela rodovia Manuel Hipólito Rego (SP-55) em São Sebastião e pela rodovia SP-131 em Ilhabela. A travessia atualmente é operada pelo DH Departamento Hidroviário.
Em abril de 2017, uma reportagem do Jornal da Band denunciava problemas no sistema como longas filas e falta de organização nos períodos de menos movimento turístico. Na época, a presidência da Dersa atribuiu à retirada de barcas para manutenção os problemas.